# Schillstraße 37 (Stralsund)
Die Gebäude mit der postalischen Adresse Schillstraße 37 sowie Schillstraße 37 a–d sind ein denkmalgeschützter Gebäudekomplex in der Schillstraße in Stralsund. Die Häuser liegen im Kerngebiet des von der UNESCO als Weltkulturerbe anerkannten Stadtgebietes des Kulturgutes „Historische Altstädte Stralsund und Wismar“. In die Liste der Baudenkmale in Stralsund sind sie mit der Nummer 690 eingetragen.

## Nr. 37

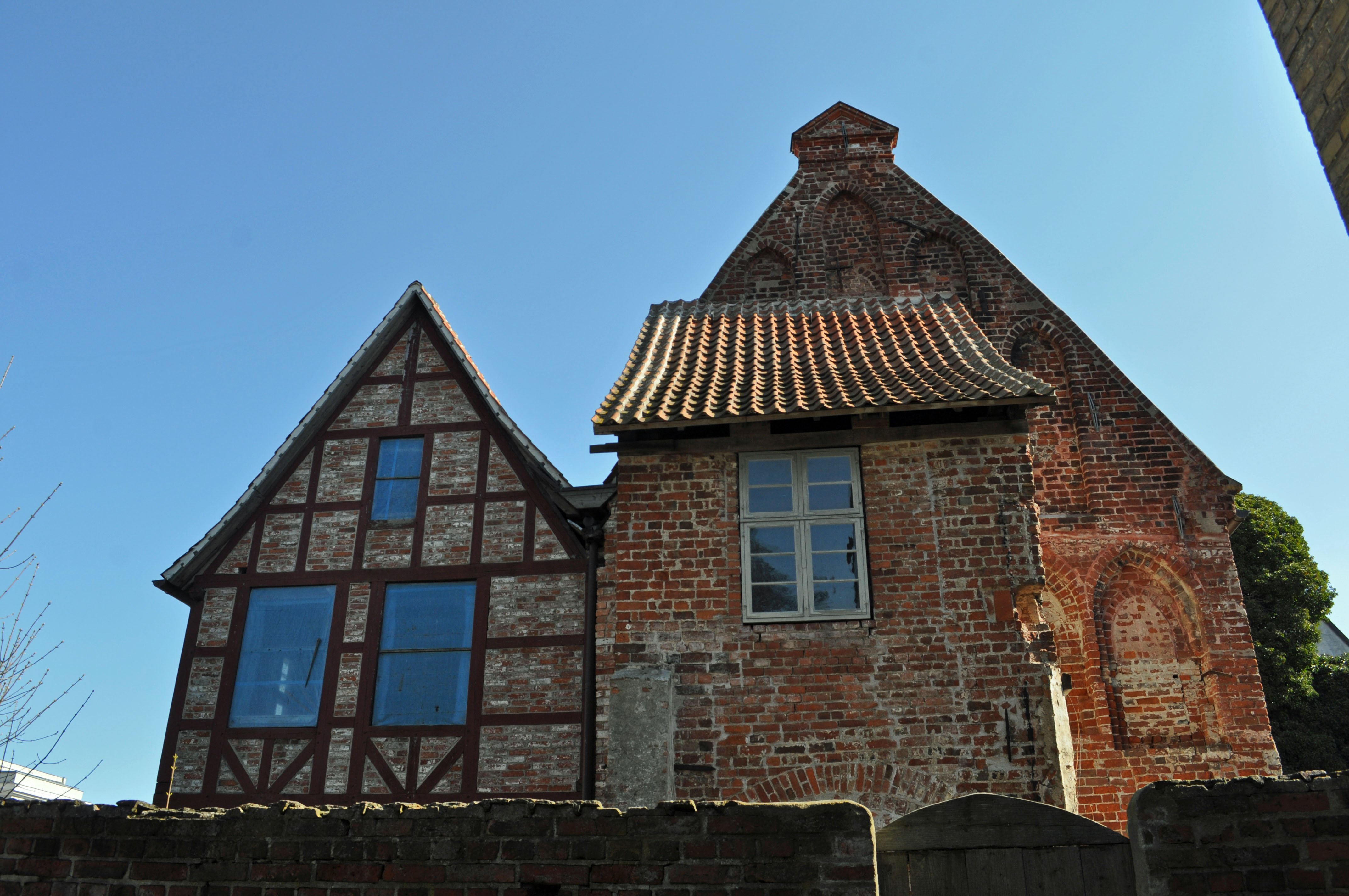
Das Haus Schillstraße 37 in Stralsund (2012)

Das Grundstück grenzt mit seiner Nordseite an die Stralsunder Stadtmauer; es befand sich Ende des 13. Jahrhunderts im Besitz der Familie von der Osten, die in den Jahren 1280 bis 1300 im Hofbereich ein steinernes Gebäude errichten ließ. Vom 17. bis zum 19. Jahrhundert wurde das Gebäude mehrfach überformt.
Die südliche Längsseite weist ein spitzbogiges Portal und eine vierteilige, spitzbogige Blende im Obergeschoss auf. Dieses Obergeschoss wurde auch das Saalgeschoss genannt. An der westlichen Schmalseite ist ein Dreiecksgiebel mit gestaffelten Spitzbogenblenden zu sehen.
Seit dem Jahr 1493 gehörte das Grundstück der Stralsunder Kramercompagnie, die das Haus für ihre Versammlungen und Feierlichkeiten nutzte.
Das Haus wurde in der Barockzeit nach Osten hin verlängert. Ein mit seiner nördlichen Wand auf der Stadtmauer stehender Parallelflügel wurde angefügt.
Um das Jahr 1820 wurden Wohnungen in das Haus eingebaut; die Kramercompagnie gab damit die Nutzung als Compagniehaus auf und brachte hier fortan Witwen des Krameramtes unter.

## Nr. 37 a / b / c / d

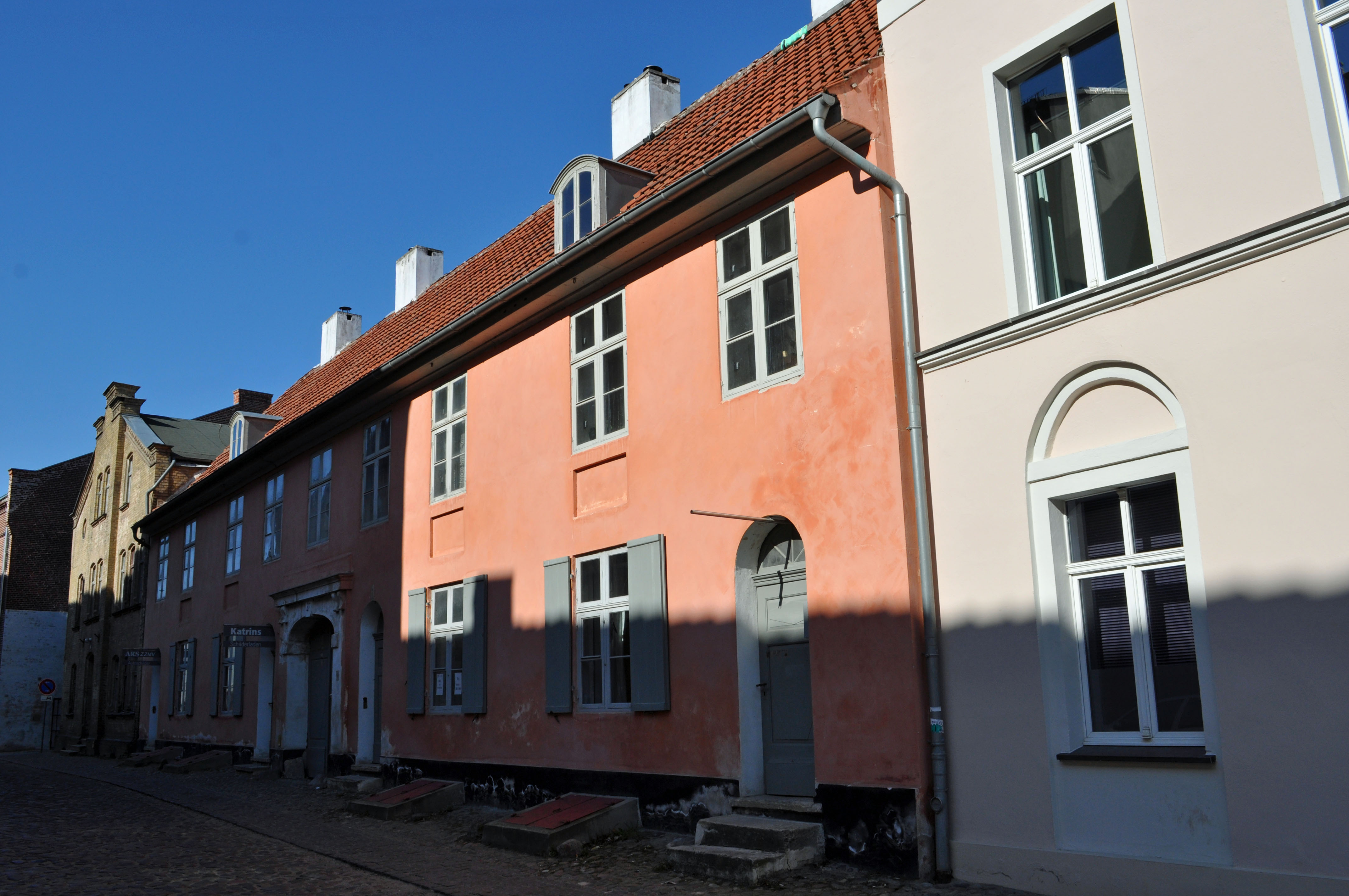
Das Haus Schillstraße 37 a–d in Stralsund (2012)

Um das Jahr 1820 wurde an Stelle einer älteren Budenreihe das heutige Vorderhaus (Nr. 37 a / b / c / d), ein zweigeschossiger Putzbau mit Satteldach, errichtet. In diesem Haus waren acht Wohnungen für Witwen des Krameramtes eingerichtet.
Die Fassade weist vier rundbogige Eingänge auf. Mittig ist eine korbbogige Tordurchfahrt zum Hof hin eingefügt.